# Зміна клімату та сільське господарство
Зміна клімату та сільське господарство — це два взаємопов′язані процеси глобального масштабу.
Практики сільського господарства, такі як тваринництво (викиди метану в атмосферу), застосування мінеральних добрив (викиди оксиду азоту) збільшують рівень парникових газів в атмосфері і призводять до глобального потепління. Глобальне потепління, в свою чергу, впливає на ряд показників у сільському господарстві: зміна середніх температур, зміна кількості опадів; зміна стану ґрунтів, зміна концентрації діоксиду вуглецю в атмосфері та озону; поява нових шкідників та хвороб; зміна якості продуктів харчування.
Зміна клімату вже впливає на сільське господарство, та цей вплив розподілений вкрай не рівномірно. Майбутні зміни клімату негативно вплинуть на сільське господарство у тропічних широтах, в той час як зміни в північних широтах можуть мати як позитивний так і негативний характер.
Сільське господарство має великий вплив на зміну клімату – це викиди парникових газів, а також розорювання земель не сільськогосподарського призначення, наприклад вирубування лісів, та використання землі під сільськогосоподарські угіддя. У 2010 році викиди парникових газів від ведення сільського господарства, лісового господарства та інших видів землекористування склали майже 25% від загальної кількості. Саме сільське господарство є основним джерелом збільшення концентрації метану та оксиду азоту в атмосфері планети.
Існує ряд стратегій, які можуть знизити ризик негативних наслідків зміни клімату на сільське господарство, а також зменшити викиди парникових газів від сільського господарства.

## Вплив зміни клімату на сільське господарство
Незважаючи на технологічний прогрес, наприклад, селекціонування нових сортів, ГМО, створення іригаційних систем, погода як і раніше є ключовим чинником у сільському господарстві, та ґрунтотворенні. Вплив клімату на сільське господарство пов'язано зі зміною місцевих кліматичних умовах, а не глобального клімату. Середня температура поверхні Землі зросла на 0,8 °C, тому агрономи вважають, що будь-яка оцінка повинна бути індивідуальною для кожного регіону.
Журнал Science опублікував дослідження про те, що у 2030 році Африка може втратити більше 30% урожаю кукурудзи, а втрати рису та проса у Південній Азії досягнуть 10%.
Зміна клімату вже впливає на сільськогосподарське виробництво в Африці, а прогнози на майбутнє передбачають ще більш несприятливі наслідки. Почастішали випадки посух: в період з 1982 по 2006 рік посухи траплялися в середньому раз в 12,5 року, а в період з 2007 по 2016 рік - раз в 2,5 роки. Більш того, посухи стають все більш суворими і тривалими, знижуючи продуктивний потенціал землі. Фермери стикаються і з іншими кліматичними загрозами, включаючи більш низький рівень і нерівномірність опадів, скорочення тривалості сезонів дощів і більш широке поширення шкідників і хвороб. За деякими оцінками, вже в найближче десятиліття Африка може зіткнутися зі скороченням врожайності і обсягів виробництва сільськогосподарських культур майже на 10%, а також з аналогічним зростанням цін на продовольство. За наявними прогнозами, до 2080 року негативний вплив цих та інших показників буде ще більш значним. У тих місцях, де сьогодні практикуються кліматозберігаючі методи ведення сільського господарства, фермери спостерігають підвищення рівня продовольчої безпеки і стійкості до зовнішніх впливів. В Руанді, наприклад, проект по землекористуванню, збору дощової води і іригації на схилах пагорбів допоміг стримати ерозію, підвищити врожайність існуючих земель і забезпечити більш надійний захист від посухи. В рамках цієї програми врожайність кукурудзи в період з 2009 по 2018 рік збільшилася в 2,6 рази, а врожайність бобів, пшениці та картоплі зросла в ще більшому ступені.
У кінцевому результаті, зміна клімату може впливати на сільське господарство в декількох напрямках:
- Продуктивність сільськогосподарських культур з погляду якості та кількості.
- Зміна методів ведення сільського господарства, через зміни у використанні води (зрошення) і сільськогосподарського виробництва, такого як внесення гербіцидів, інсектицидів і добрив.
- Вплив на навколишнє середовище, зокрема, ерозія ґрунту, вилуговування азоту через дренаж, скорочення різноманітності сільськогосподарських культур.
- Сільські райони, через втрати і збільшення посівних площ.
- Адаптація, організми можуть стати більш-менш конкурентоспроможними, а також створення нових більш стійкіших сортів до різних катаклізмів.

В окремих регіонах України можуть зазнати відчутних змін традиційний асортимент вирощуваних сільськогосподарськиїх культур та усталені технології сільгоспвиробництва .

## Вплив сільського господарства на клімат
Аграрний сектор виробляє велику кількість парникових газів, а також використовує великі площі земель, які і спричиняють зміну клімату.

### Землекористування
- СО2 — викиди пов'язані з вирубкою лісів
- Метан — викиди кишкової ферментації великої рогатої худоби; виробництво рису
- Закис азоту — викиди при застосуванні мінеральних азотних добрив

Всі ці процеси в сукупності складають 54% викидів метану, приблизно 80% викидів закису азоту, і майже всі викиди двоокису вуглецю, пов'язані із землекористуванням.

### Тваринництво
- 9% світових викидів СО2
- 35-40% глобальних викидів метану (в основному за рахунок гною і кишкової ферментації)
- 64% глобальних викидів закису азоту (в основному через використання добрив)

У всьому світі, виробництво продукції тваринництва займає 70% від усіх земель, що використовуються для сільського господарства, або 30% поверхні суші Землі.

## В Україні

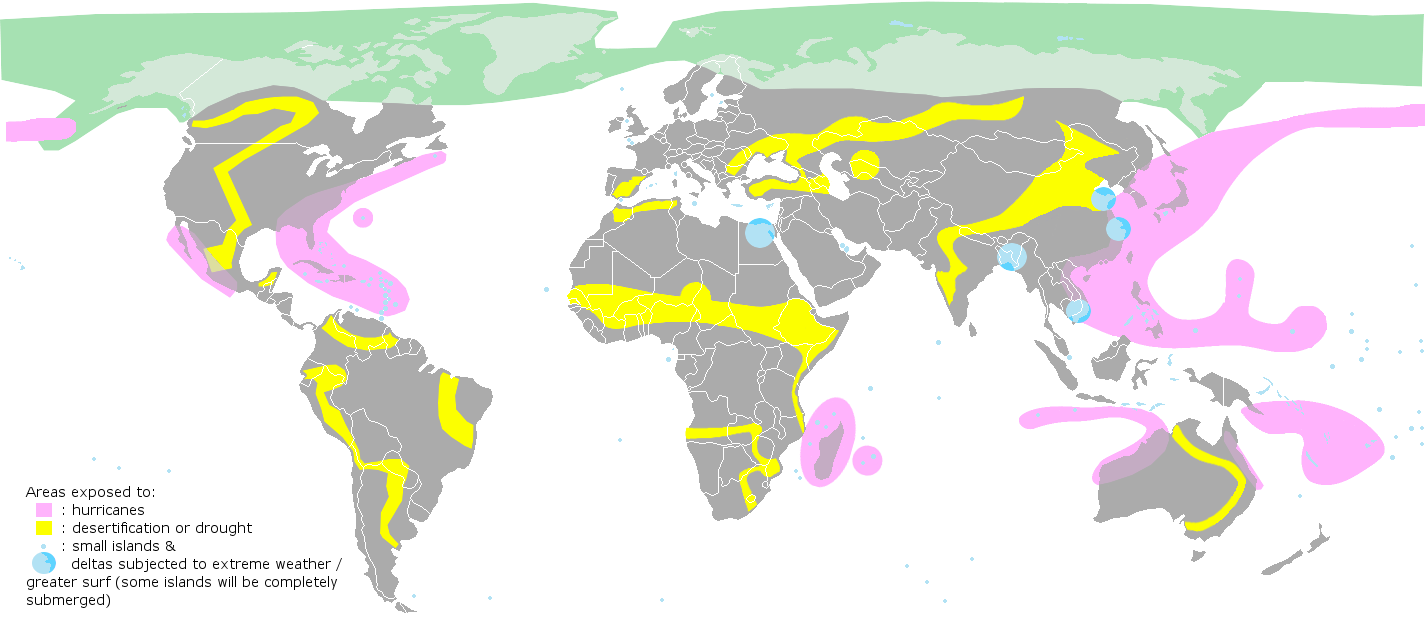
Карта показує де можуть трапитись природні катастрофи викликані(або підсилені) глобальним потепління. Рожевим — урагани, жовтим — утворення пустель або посухи ,блакитним — повені у дельтах річок

Уже зараз можна помітити, що зими стають дедалі м'якішими та запізнілими, а літо часто буває вологе. Міжсезоння стають більшими: весна наступає дуже повільно і тягнеться до середини червня, а осінь може тривати до грудня — січня. Рання весна призводить до напруження у підготовці агротехніки та проведенні польових робіт, що потребує уточнення оптимальних строків сівби ранніх ярових культур. Зниження температури повітря у літні місяці обумовлює збільшення періоду дозрівання теплолюбивих культур. Внаслідок цього строки достигання врожаю та його збирання щороку запізнюються. За останні 20 років середньорічна температура зросла на 0,8⁰С, а середня температура січня та лютого — на 1-2⁰С, таке потепління продовжуватиметься, літо стане сухішим, а зими вологішими. Для рослин це означатиме ранню весну та нестачу вологи влітку.
Збільшення температур призвело до зміщення посівних залежно від регіонів і клімату, так цукровий буряк та соя мігрували на 150 км з півдня на північ, та спостерігається недостача води для зрошення у південних районах.За наявності достатньої кількості опадів, сільське господарство регіону може отримати невеликий приріст врожаю пшениці.
Також зі зміною клімату зросте ерозія ґрунту, почастішають зсуви, може збільшитися кількість збитково зволожених земель.Через теплу погоду збільшилась кількість мишей та інших шкідників. Якщо раніше на 1 га нараховувалось не більше 5-6 мишиних колоній, то нині в деяких регіонах їх нараховують близько 90. Вони можуть викликати багато проблем на весні, коли розпочнеться вегетація, а за нею й стрімкий ріст озимини. Адже миші, проривши численні нори, можуть спровокувати штучну посуху: через ті нори волога не буде доходити до кореневої системи рослин.

## Дивись також
- Парникові гази
- Глобальне потепління
- Декарбонізація
- Адаптація до глобальної зміни клімату
- Уловлення та зберігання вуглецю
- Біоенергетика з використанням технології уловлювання та зберігання вуглецю
- Стале сільське господарство
- Сталий розвиток